# Lijst van spoorwegstations in het Verenigd Koninkrijk - G
Dit is een lijst van spoorwegstations in het Verenigd Koninkrijk waarvan de naam begint met een G.
| Station                  | Code | Graafschap/ County/ City | District                  | Beheerder                    | Passagiers in/uit 2004-2005 (mln) | Passagiers in/uit 2005-2006 (mln) | Passagiers in/uit 2006-2007 (mln) | Passagiers in/uit 2007-2008 (mln) | Passagiers in/uit 2008-2009 (mln) |
| ------------------------ | ---- | ------------------------ | ------------------------- | ---------------------------- | --------------------------------- | --------------------------------- | --------------------------------- | --------------------------------- | --------------------------------- |
| Gainsborough Central     | GNB  | Lincolnshire             | West Lindsey              | Northern Rail                | 0                                 | 0                                 | 0,033                             | 0,001                             | 0,001                             |
| Gainsborough Lea Road    | GBL  | Lincolnshire             | West Lindsey              | East Midlands Railway        | 0,121                             | 0,133                             | 0,107                             | 0,119                             | 0,119                             |
| Garelochhead             | GCH  | Argyll and Bute          |                           | ScotRail                     | 0,005                             | 0,006                             | 0,005                             | 0,005                             | 0,005                             |
| Garforth                 | GRF  | West Yorkshire           | City of Leeds             | Northern Rail                | 0,44                              | 0,464                             | 0,483                             | 0,518                             | 0,644                             |
| Gargrave                 | GGV  | North Yorkshire          | Craven                    | Northern Rail                | 0,025                             | 0,037                             | 0,034                             | 0,016                             | 0,019                             |
| Garrowhill               | GAR  | Glasgow City             |                           | ScotRail                     | 0,334                             | 0,366                             | 0,559                             | 0,564                             | 0,631                             |
| Garscadden               | GRS  | Glasgow City             |                           | ScotRail                     | 0,151                             | 0,175                             | 0,181                             | 0,192                             | 0,257                             |
| Garsdale                 | GSD  | Cumbria                  | South Lakeland            | Northern Rail                | 0,012                             | 0,012                             | 0,011                             | 0,011                             | 0,012                             |
| Garston (Hertfordshire)  | GSN  | Hertfordshire            | Watford                   | West Midland Trains          | 0,081                             | 0,078                             | 0,086                             | 0,093                             | 0,089                             |
| Garswood                 | GSW  | Merseyside               | St Helens                 | Northern Rail                | 0,124                             | 0,134                             | 0,141                             | 0,147                             | 0,307                             |
| Gartcosh                 | GRH  | North Lanarkshire        |                           | Scotrail                     |                                   | 0,06                              | 0,1                               | 0,111                             | 0,124                             |
| Garth (Mid Glamorgan)    | GMG  | Bridgend                 |                           | Transport for Wales          | 0,016                             | 0,015                             | 0,014                             | 0,018                             | 0,021                             |
| Garth (Powys)            | GTH  | Powys                    |                           | Transport for Wales          | 0,001                             | 0,001                             | 0,001                             | 0,001                             | 0,001                             |
| Garve                    | GVE  | Highland                 |                           | ScotRail                     | 0,007                             | 0,009                             | 0,01                              | 0,01                              | 0,009                             |
| Gathurst                 | GST  | Greater Manchester       | Wigan                     | Northern Rail                | 0,035                             | 0,048                             | 0,051                             | 0,053                             | 0,072                             |
| Gatley                   | GTY  | Greater Manchester       | Stockport                 | Northern Rail                | 0,152                             | 0,174                             | 0,152                             | 0,184                             | 0,235                             |
| Gatwick Airport          | GTW  | West Sussex              | Crawley                   | Network Rail                 | 7,977                             | 8,585                             | 11,889                            | 12,73                             | 11,695                            |
| Georgemas Junction       | GGJ  | Highland                 |                           | ScotRail                     | 0,001                             | 0,001                             | 0,001                             | 0,001                             | 0,002                             |
| Gerrards Cross           | GER  | Buckinghamshire          | South Bucks               | Chiltern Railways            | 0,953                             | 0,829                             | 1                                 | 1,115                             | 1,129                             |
| Gidea Park               | GDP  | Groot-Londen             | Havering                  | National Express East Anglia | 1,689                             | 1,671                             | 2,704                             | 3,173                             | 2,587                             |
| Giffnock                 | GFN  | East Renfrewshire        |                           | ScotRail                     | 0,224                             | 0,245                             | 0,266                             | 0,273                             | 0,354                             |
| Giggleswick              | GIG  | North Yorkshire          | Craven                    | Northern Rail                | 0,01                              | 0,01                              | 0,012                             | 0,014                             | 0,013                             |
| Gilberdyke               | GBD  | East Riding of Yorkshire |                           | Northern Rail                | 0,065                             | 0,067                             | 0,06                              | 0,065                             | 0,058                             |
| Gilfach Fargoed          | GFF  | Caerphilly               |                           | Transport for Wales          | 0,009                             | 0,006                             | 0,002                             | 0,003                             | 0,002                             |
| Gillingham (Dorset)      | GIL  | Dorset                   | North Dorset              | South West Trains            | 0,359                             | 0,361                             | 0,369                             | 0,395                             | 0,401                             |
| Gillingham (Kent)        | GLM  | Medway                   |                           | Southeastern                 | 1,985                             | 2,033                             | 2,201                             | 2,349                             | 2,371                             |
| Gilshochill              | GSC  | Glasgow City             |                           | ScotRail                     | 0,028                             | 0,033                             | 0,074                             | 0,082                             | 0,103                             |
| Gipsy Hill               | GIP  | Groot-Londen             | Lambeth                   | Southern                     | 1,077                             | 1,134                             | 1,595                             | 1,872                             | 1,706                             |
| Girvan                   | GIR  | South Ayrshire           |                           | ScotRail                     | 0,099                             | 0,106                             | 0,104                             | 0,101                             | 0,117                             |
| Glaisdale                | GLS  | North Yorkshire          | Scarborough               | Northern Rail                | 0,028                             | 0,027                             | 0,026                             | 0,022                             | 0,02                              |
| Glan Conwy               | GCW  | Conwy                    |                           | Transport for Wales          | 0,005                             | 0,002                             | 0,003                             | 0,003                             | 0,002                             |
| Glasgow Central          | GLC  | Glasgow City             |                           | Network Rail                 | 27,006                            | 29,38                             | 21,002                            | 21,658                            | 27,584                            |
| Glasgow Queen Street     | GLQ  | Glasgow City             |                           | ScotRail                     | 3,731                             | 3,735                             | 14,053                            | 14,66                             | 18,662                            |
| Glasshoughton            | GLH  | West Yorkshire           | Wakefield                 | Northern Rail                | 0,002                             | 0,035                             | 0,083                             | 0,122                             | 0,135                             |
| Glazebrook               | GLZ  | Warrington               |                           | Northern Rail                | 0,028                             | 0,031                             | 0,033                             | 0,035                             | 0,043                             |
| Gleneagles               | GLE  | Perth and Kinross        |                           | ScotRail                     | 0,022                             | 0,025                             | 0,027                             | 0,027                             | 0,031                             |
| Glenfinnan               | GLF  | Highland                 |                           | ScotRail                     | 0,004                             | 0,005                             | 0,005                             | 0,005                             | 0,006                             |
| Glengarnock              | GLG  | North Ayrshire           |                           | ScotRail                     | 0,231                             | 0,252                             | 0,265                             | 0,26                              | 0,348                             |
| Glenrothes with Thornton | GLT  | Fife                     |                           | ScotRail                     | 0,047                             | 0,048                             | 0,055                             | 0,054                             | 0,052                             |
| Glossop                  | GLO  | Derbyshire               | High Peak                 | Northern Rail                | 0,43                              | 0,466                             | 0,465                             | 0,488                             | 0,693                             |
| Gloucester               | GCR  | Gloucestershire          | Gloucester                | Great Western Railway        | 0,81                              | 0,876                             | 0,943                             | 1,015                             | 1,159                             |
| Glynde                   | GLY  | East Sussex              | Lewes                     | Southern                     | 0,045                             | 0,049                             | 0,058                             | 0,063                             | 0,061                             |
| Gobowen                  | GOB  | Shropshire               | Oswestry                  | Transport for Wales          | 0,141                             | 0,145                             | 0,165                             | 0,177                             | 0,187                             |
| Godalming                | GOD  | Surrey                   | Waverley                  | South West Trains            | 0,952                             | 1,015                             | 1,131                             | 1,575                             | 1,551                             |
| Godley                   | GDL  | Greater Manchester       | Tameside                  | Northern Rail                | 0,046                             | 0,051                             | 0,052                             | 0,05                              | 0,063                             |
| Godstone                 | GDN  | Surrey                   | Tandridge                 | Southeastern                 | 0,058                             | 0,069                             | 0,074                             | 0,084                             | 0,079                             |
| Goldthorpe               | GOE  | South Yorkshire          | Barnsley                  | Northern Rail                | 0,049                             | 0,051                             | 0,046                             | 0,042                             | 0,05                              |
| Golf Street              | GOF  | Angus                    |                           | ScotRail                     | 0                                 | 0                                 | 0                                 | 0                                 | 0                                 |
| Golspie                  | GOL  | Highland                 |                           | ScotRail                     | 0,008                             | 0,007                             | 0,007                             | 0,008                             | 0,009                             |
| Gomshall                 | GOM  | Surrey                   | Guildford                 | Great Western Railway        | 0,027                             | 0,029                             | 0,029                             | 0,033                             | 0,04                              |
| Goodmayes                | GMY  | Groot-Londen             | Redbridge                 | National Express East Anglia | 1,156                             | 1,07                              | 1,962                             | 2,092                             | 1,929                             |
| Goole                    | GOO  | East Riding of Yorkshire |                           | Northern Rail                | 0,243                             | 0,242                             | 0,261                             | 0,277                             | 0,277                             |
| Goostrey                 | GTR  | Cheshire                 | Congleton                 | Northern Rail                | 0,023                             | 0,02                              | 0,021                             | 0,03                              | 0,034                             |
| Gordon Hill              | GDH  | Groot-Londen             | Enfield                   | Govia Thameslink Railway     | 0,618                             | 0,651                             | 0,923                             | 1,104                             | 0,991                             |
| Goring & Streatley       | GOR  | Oxfordshire              | South Oxfordshire         | Great Western Railway        | 0,358                             | 0,344                             | 0,348                             | 0,367                             | 0,374                             |
| Goring-By-Sea            | GBS  | West Sussex              | Worthing                  | Southern                     | 0,374                             | 0,392                             | 0,42                              | 0,448                             | 0,468                             |
| Gorton                   | GTO  | Greater Manchester       | Manchester                | Northern Rail                | 0,065                             | 0,072                             | 0,075                             | 0,081                             | 0,098                             |
| Gospel Oak               | GPO  | Groot-Londen             | Camden                    | London Overground            | 0,341                             | 0,398                             | 1,512                             | 1,378                             | 1,053                             |
| Gourock                  | GRK  | Inverclyde               |                           | ScotRail                     | 0,397                             | 0,438                             | 0,432                             | 0,451                             | 0,521                             |
| Gowerton                 | GWN  | Swansea                  |                           | Transport for Wales          | 0,011                             | 0,009                             | 0,014                             | 0,023                             | 0,033                             |
| Goxhill                  | GOX  | North Lincolnshire       |                           | Northern Rail                | 0,023                             | 0,021                             | 0,021                             | 0,023                             | 0,023                             |
| Grange Park              | GPK  | Groot-Londen             | Enfield                   | Govia Thameslink Railway     | 0,182                             | 0,198                             | 0,26                              | 0,321                             | 0,267                             |
| Grange-Over-Sands        | GOS  | Cumbria                  | South Lakeland            | First TransPennine Express   | 0,132                             | 0,132                             | 0,148                             | 0,154                             | 0,135                             |
| Grangetown               | GTN  | Cardiff                  |                           | Transport for Wales          | 0,601                             | 0,326                             | 0,115                             | 0,125                             | 0,133                             |
| Grantham                 | GRA  | Lincolnshire             | South Kesteven            | London North Eastern Railway | 0,917                             | 0,936                             | 0,999                             | 1,033                             | 1,055                             |
| Grateley                 | GRT  | Hampshire                | Test Valley               | South West Trains            | 0,142                             | 0,142                             | 0,152                             | 0,171                             | 0,187                             |
| Gravelly Hill            | GVH  | West Midlands            | Birmingham                | West Midland Trains          | 0,166                             | 0,183                             | 0,2                               | 0,231                             | 0,404                             |
| Gravesend                | GRV  | Kent                     | Gravesham                 | Southeastern                 | 2,247                             | 2,358                             | 2,482                             | 2,786                             | 2,712                             |
| Grays                    | GRY  | Thurrock                 |                           | c2c                          | 2,374                             | 2,381                             | 2,6                               | 2,884                             | 2,862                             |
| Great Ayton              | GTA  | North Yorkshire          | Hambleton                 | Northern Rail                | 0,004                             | 0,004                             | 0,005                             | 0,006                             | 0,006                             |
| Great Bentley            | GRB  | Essex                    | Tendring                  | National Express East Anglia | 0,074                             | 0,068                             | 0,076                             | 0,065                             | 0,074                             |
| Great Chesterford        | GRC  | Essex                    | Uttlesford                | National Express East Anglia | 0,087                             | 0,086                             | 0,09                              | 0,098                             | 0,1                               |
| Great Coates             | GCT  | North East Lincolnshire  |                           | Northern Rail                | 0,009                             | 0,009                             | 0,009                             | 0,009                             | 0,01                              |
| Great Malvern            | GMV  | Worcestershire           | Malvern Hills             | West Midland Trains          | 0,374                             | 0,392                             | 0,405                             | 0,385                             | 0,447                             |
| Great Missenden          | GMN  | Buckinghamshire          | Chiltern                  | Chiltern Railways            | 0,488                             | 0,525                             | 0,527                             | 0,531                             | 0,525                             |
| Great Yarmouth           | GYM  | Norfolk                  | Great Yarmouth            | National Express East Anglia | 0,292                             | 0,284                             | 0,283                             | 0,417                             | 0,417                             |
| Green Lane               | GNL  | Merseyside               | Wirral                    | Merseyrail                   | 0,262                             | 0,232                             | 0,228                             | 0,259                             | 0,711                             |
| Green Road               | GNR  | Cumbria                  | Copeland                  | Northern Rail                | 0,007                             | 0,007                             | 0,008                             | 0,013                             | 0,006                             |
| Greenbank                | GBK  | Cheshire                 | Cheshire West and Chester | Northern Rail                | 0,07                              | 0,073                             | 0,081                             | 0,091                             | 0,093                             |
| Greenfaulds              | GRL  | North Lanarkshire        |                           | ScotRail                     | 0,073                             | 0,083                             | 0,094                             | 0,107                             | 0,121                             |
| Greenfield               | GNF  | Greater Manchester       | Oldham                    | Northern Rail                | 0,162                             | 0,168                             | 0,17                              | 0,18                              | 0,238                             |
| Greenford                | GFD  | Groot-Londen             | Ealing                    | London Underground           |                                   |                                   | 0,085                             | 0,09                              | 0,074                             |
| Greenhithe               | GNH  | Kent                     | Dartford                  | Southeastern                 | 0,699                             | 0,77                              | 0,86                              | 1,137                             | 1,201                             |
| Greenock Central         | GKC  | Inverclyde               |                           | ScotRail                     | 0,302                             | 0,335                             | 0,342                             | 0,335                             | 0,468                             |
| Greenock West            | GKW  | Inverclyde               |                           | ScotRail                     | 0,417                             | 0,453                             | 0,475                             | 0,472                             | 0,683                             |
| Greenwich                | GNW  | Groot-Londen             | Greenwich                 | Southeastern                 | 1,649                             | 1,702                             | 2,446                             | 2,701                             | 2,937                             |
| Gretna Green             | GEA  | Dumfries and Galloway    |                           | ScotRail                     | 0,03                              | 0,032                             | 0,027                             | 0,029                             | 0,028                             |
| Grimsby Docks            | GMD  | North East Lincolnshire  |                           | Northern Rail                | 0,007                             | 0,005                             | 0,005                             | 0,006                             | 0,006                             |
| Grimsby Town             | GMB  | North East Lincolnshire  |                           | First TransPennine Express   | 0,386                             | 0,381                             | 0,403                             | 0,404                             | 0,412                             |
| Grindleford              | GRN  | Derbyshire               | Derbyshire Dales          | Northern Rail                | 0,031                             | 0,033                             | 0,037                             | 0,043                             | 0,048                             |
| Grosmont                 | GMT  | North Yorkshire          | Scarborough               | Northern Rail                | 0,02                              | 0,019                             | 0,018                             | 0,024                             | 0,02                              |
| Grove Park               | GRP  | Groot-Londen             | Lewisham                  | Southeastern                 | 1,488                             | 1,478                             | 1,922                             | 1,976                             | 1,88                              |
| Guide Bridge             | GUI  | Greater Manchester       | Tameside                  | Northern Rail                | 0,13                              | 0,154                             | 0,147                             | 0,157                             | 0,208                             |
| Guildford (Surrey)       | GLD  | Surrey                   | Guildford                 | South West Trains            | 6,543                             | 6,699                             | 7,186                             | 7,983                             | 8,052                             |
| Guiseley                 | GSY  | West Yorkshire           | City of Leeds             | Northern Rail                | 0,628                             | 0,685                             | 0,73                              | 0,756                             | 0,877                             |
| Gunnersbury              | GUN  | Groot-Londen             | Hounslow                  | London Underground           | 1,265                             | 1,204                             | 1,168                             | 1,154                             | 0,936                             |
| Gunnislake               | GSL  | Cornwall                 | Caradon                   | Great Western Railway        | 0,037                             | 0,044                             | 0,044                             | 0,049                             | 0,048                             |
| Gunton                   | GNT  | Norfolk                  | North Norfolk             | National Express East Anglia | 0,013                             | 0,012                             | 0,011                             | 0,016                             | 0,018                             |
| Gwersyllt                | GWE  | Wrexham                  |                           | Transport for Wales          | 0,031                             | 0,026                             | 0,022                             | 0,024                             | 0,028                             |
| Gypsy Lane               | GYP  | Redcar and Cleveland     |                           | Northern Rail                | 0,01                              | 0,011                             | 0,012                             | 0,013                             | 0,018                             |

A · 
B · 
C · 
D · 
E · 
F · 
G · 
H · 
I · 
J · 
K · 
L · 
M · 
N · 
O · 
P · 
Q · 
R · 
S · 
T · 
U · 
V · 
W · 
X · 
Y · 
Z

Alle stations (sorteerbaar)